# Hằng Cẩn
Hằng Cẩn (tiếng Trung: 恆謹; 24 tháng 11 năm 1761 – 16 tháng 11 năm 1803) là một hoàng thân của nhà Thanh trong lịch sử Trung Quốc, người thừa kế 1 trong 12 tước vị Thiết mạo tử vương.

## Cuộc đời
Hằng Cẩn sinh vào giờ Mẹo, ngày 28 tháng 10 (âm lịch) năm Càn Long thứ 26 (1761), trong gia tộc Ái Tân Giác La. Ông là con trai thứ ba của Khắc Cần Trang Quận vương Nhã Lãng A, mẹ ông là Trắc Phúc tấn Trương Giai thị (張佳氏). Năm Càn Long thứ 49 (1784), ông được phong làm Tam đẳng Trấn quốc Tướng quân. Mười năm sau, cha ông qua đời, ông được thế tập tước vị Khắc Cần Quận vương đời thứ 11. Năm Gia Khánh thứ 4 (1799), vì không tránh mặt khi gặp phải kiệu của hoàng hậu mà ông bị cách tước, tước vị sẽ do Thượng Cách – con trai của em trai ông là Hằng Nguyên (恆元) – thế tập. Tháng 12 cùng năm, ông thụ chức Tán trật đại thần. Năm thứ 7 (1802), tháng 10, được phong làm Bất nhập Bát phân Phụ quốc công (不入八分輔國公). Năm thứ 8 (1803), ngày 3 tháng 10 (âm lịch), giờ Hợi, ông qua đời, thọ 41 tuổi. Con trai trưởng Xuân Linh (椿齡) tập tước Trấn quốc Tướng quân (鎮國將軍).

## Gia quyến

### Thê thiếp
- Đích Phúc tấn: Phú Sát thị (富察氏), con gái của Nhất đẳng Nam, Thừa Ân công Khuê Lâm (奎林) – con cả của Phó Văn, anh trai thứ tư của Hiếu Hiền Thuần Hoàng hậu.
- Thứ thiếp:
  - Khang thị (康氏), con gái của Ngạch Nhĩ Đăng (額爾登).
  - Lý thị (李氏), con gái của Sóc Thái (朔泰).

### Con trai
1. Xuân Linh (椿齡; 1782 – 1812), mẹ là Đích Phúc tấn Phú Sát thị. Được tập tước Trấn quốc Tướng quân (鎮國將軍). Có hai con trai.
2. Xuân Lâm (椿林; 1784 – 1808), mẹ là Đích Phúc tấn Phú Sát thị. Được phong làm Phụng quốc Tướng quân (奉國將軍). Vô tự.